# Aubercourt
Aubercourt é uma comuna francesa na região administrativa de Altos da França, no departamento de Somme. Estende-se por uma área de 3,8 km². Em 2010 a comuna tinha 81 habitantes (densidade: 21,3 hab./km²).